# Indiana Mad Ants
O Indiana Mad Ants é um clube de basquetebol profissional estadunidense sediado em Fort Wayne, Indiana. É afiliado ao Indiana Pacers, jogando na mesma arena, Gainbridge Fieldhouse. Eles jogam na Conferência Leste na NBA Development League (NBA D-League), uma liga pra jogadores em desenvolvimento para subir à National Basketball Association (NBA).

## História
Foi fundado em 2007.